# 今村稔
今村 稔（いまむら みのる、1941年9月18日 - ）は、日本のアナウンサー、ニュースキャスター。東京都出身。明治大学政治経済学部卒業。

## 来歴・人物
1965年4月にTBS（東京放送）へアナウンサー10期生として入社。同期に小川哲哉・桐本幸子・車尾具昭・五味陸仁・多田護・手塚俊子・奈良陽・本田綾子がいる。1966年1月ラジオ局放送部兼テレビ編成局アナウンス部へ配属。1967年11月15日より、アナウンサー研修室設置に伴いアナウンサー研修室付兼ラジオ局第一制作部の配属となった。
1968年6月に報道局運動部兼アナウンサー研修室付となって以降は、主にスポーツ番組を担当していた（その間、1970年7月にラジオ本部アナウンス室兼テレビ本部報道局運動部配属となる）。
1976年3月テレビ本部報道局編集部へ異動し、ニュースアナとなる。ニュースアナとなって早々、経団連事件が起き、当初約5分で終わる予定だった担当ニュースが1時間にまで延長したため、しどろもどろになったというエピソードを後に明かしている。
1989年1月より報道総局アナウンス部兼報道局編集部兼ラジオ総局情報制作局ニュース・情報センター部配属となった後、1991年12月よりラジオ編成制作局情報センター部への配属を経て、TBSラジオのニュースデスクとして活動した。。
2011年3月11日に起きた東北地方太平洋沖地震の第一報をニュースデスクから伝え、そのまま翌朝までニュースを伝え続けた。
2013年4月より内山研二との曜日交換でニュースデスクの担当が土曜日から金曜日に替わったが、2014年2月より休演している（以後、内山が金曜日と土曜日を兼任）。

## 出演番組
- 各種スポーツ番組[2][3]

ラジオ
- ニュースハイライト （1970年代 - 1992年）
- お昼のニューススタジオ（1980年）[3]
- イブニングネットワーク・今村稔のラジオジャーナル'92-93（1992年度ナイターオフ）
- ネットワークTODAY （『若山弦蔵の東京ダイヤル954』放送時の1993年[3]。その後も荒川強啓の休暇時の代役を務める）
- 森本毅郎・スタンバイ! （森本毅郎の休暇時の代役。2009年以降は出演していない模様）
- 小堺一機のサタデーウィズ（2000年4月8日 - 2006年9月30日）
- TBSニュース金曜日担当ニュースデスク（2013年4月 - 2014年1月）

テレビ
- JNNニュース[2]
  - 1980年代前半の一時期、毎週月曜、火曜夜のJNNフラッシュニュースを担当していた。また同時期、キャスターの小泉正昭の代役としてJNNニュースデスクを担当した事もある。1980年代後半から1990年代前半は昼のJNNニュースや3時にあいましょう内のニュース（どちらも主に月曜・火曜）を担当していた。